# José Antônio dos Reis
José Antônio dos Reis (* 10. Juni 1798 in São Paulo, Brasilien; † 11. Oktober 1876) war ein brasilianischer Geistlicher und römisch-katholischer Bischof von Cuiabá.

## Leben
José Antônio dos Reis empfing am 7. April 1821 das Sakrament der Priesterweihe.
Am 2. Juli 1832 ernannte ihn Papst Gregor XVI. zum Bischof von Cuiabá. Der Bischof von São Paulo, Manoel Joaquim Gonçalves de Andrade, spendete ihm am 8. Dezember 1832 die Bischofsweihe.